# Diego Lewen
Diego Lewen (Buenos Aires, 26 de octubre de 1982) es el seudónimo de Diego Lewenbuch, presentador de televisión, productor y periodista argentino.

## Biografía
Diego Lewen nació el 26 de octubre de 1982 en la ciudad de Buenos Aires, Argentina. Entre sus trabajos televisivos se encuentran: Vidas Paralelas, Ponele La Firma,  El diario de Mariana, Desayuno americano, ¿Quién sabe más de los famosos? y Pamela a la tarde. Fue cronista del ciclo televisivo Animales Sueltos que se emitió por América TV y además condujo el programa Resumen Animal para la pantalla de A24.

## Televisión
| Año             | Programa                        | Emisora    | Notas                          |
| --------------- | ------------------------------- | ---------- | ------------------------------ |
| 2011            | Vidas Paralelas                 | América TV | Cronista / Conductor           |
| 2015            | Ponele La Firma                 | América TV | Productor Ejecutivo            |
| 2015            | El diario de Mariana            | Canal 13   | Cronista / Productor Ejecutivo |
| 2016 - 2017     | Desayuno americano              | América TV | Cronista                       |
| 2018            | ¿Quién sabe más de los famosos? | América TV | Productor Ejecutivo            |
| 2018            | Pamela a la tarde               | América TV | Cronista                       |
| 2017 - 2020     | Animales Sueltos                | América TV | Cronista                       |
| 2019 - 2020     | Resumen Animal                  | A24        | Conductor                      |
| 2020            | Argentina en Vivo               | C5N        | Cronista                       |
| 2021 - 2023     | + Realidad                      | LN +       | Cronista                       |
| 2023 - presente | Estamos Jugados                 | C5N        | Cronista                       |
| 2023 - presente | Duro de domar                   | C5N        | Panelista                      |